# 미국미역취
미국미역취는 국화과의 여러해살이풀이다. 북아메리카가 원산지이며 관상용으로 심는다. 줄기는 윗부분에서 가지가 갈라지고 높이가 1m이다.

## 특징
어긋나게 촘촘히 달리는 잎은 피침형으로 위쪽으로 톱니가 있다. 양면과 가장자리에 짧은 잔털이 밀생한다. 꽃은 8~9월에 노란색으로 핀다. 꽃자루에 짧은털이 있고, 총포 조각은 3~4줄로 배열한다. 열매는 수과이고 거꾸로 세운 원뿔 모양이며 털이 있다. 관모는 흰색이고 수과보다 3배 길며 잔털이 있다.

## 참조
1. ↑  식물 목록, 미국미역취
2. ↑  Aiton, Hortus Kewensis 3: 211. 1789.